# ملک‌آباد (مهریز)
ملک‌آباد (مهریز)، روستایی از توابع بخش مرکزی شهرستان مهریز در استان یزد ایران است.

## جمعیت
این روستا در دهستان تنگ چنار قرار دارد و براساس سرشماری مرکز آمار ایران در سال ۱۳۸۵، جمعیت آن زیر دوخانوار بوده‌است.